# Isanthrene flavizonata
Isanthrene flavizonata är en fjärilsart som beskrevs av M.Gaede 1926. Isanthrene flavizonata ingår i släktet Isanthrene och familjen björnspinnare. Inga underarter finns listade i Catalogue of Life.